# Criollas de Caguas 2015
Questa voce raccoglie le informazioni riguardanti le Criollas de Caguas nella stagione 2015.

## Organigramma societario
Area direttiva
- Presidente: Francisco Ramos

Area tecnica
- Allenatore: Juan Carlos Nuñez

## Rosa
| N° | Nome               | Ruolo | Data di nascita   | Nazionalità sportiva |
| -- | ------------------ | ----- | ----------------- | -------------------- |
| 1  | Jessica Jones      | C     | 15 novembre 1986  | Stati Uniti          |
| 2  | Shara Venegas      | L     | 18 settembre 1992 | Porto Rico           |
| 5  | Enimarie Fernández | C     | 25 febbraio 1988  | Porto Rico           |
| 6  | Stephanie Enright  | S     | 15 dicembre 1990  | Porto Rico           |
| 7  | Génesis Collazo    | S/O   | 4 ottobre 1992    | Porto Rico           |
| 8  | Gelymar Rodríguez  | S     | 26 giugno 1992    | Porto Rico           |
| 9  | Jennifer Nogueras  | P     | 1º agosto 1991    | Porto Rico           |
| 10 | Diana Reyes        | C     | 29 aprile 1993    | Porto Rico           |
| 11 | Karina Ocasio      | S/O   | 1º agosto 1985    | Porto Rico           |
| 12 | Ashley Vázquez     | P     | 8 gennaio 1993    | Porto Rico           |
| 13 | Dariam Acevedo     | S     | 15 dicembre 1984  | Porto Rico           |
| 14 | Savanah Leaf       | S     | 24 novembre 1993  | Regno Unito          |
| 15 | Leira Ortiz        | L     | 15 febbraio 1994  | Porto Rico           |
| 16 | Alexandra Oquendo  | C     | 3 febbraio 1984   | Porto Rico           |
| 16 | Regan Hood         | S     | 10 agosto 1983    | Stati Uniti          |
| 18 | Lynda Morales      | C     | 20 maggio 1988    | Porto Rico           |

## Mercato
| Acquisti | Acquisti           | Acquisti              | Acquisti      |
| R.       | Nome               | da                    | Modalità      |
| -------- | ------------------ | --------------------- | ------------- |
| C        | Jessica Jones      | Azəryol               | definitivo    |
| C        | Enimarie Fernández | Valencianas de Juncos | definitivo    |
| P        | Jennifer Nogueras  | Inattiva              | definitivo    |
| S        | Dariam Acevedo     | Beach volley          | definitivo    |
| S/O      | Karina Ocasio      | Fujian                | fine prestito |
| S        | Savanah Leaf       | Miami (Florida)       | definitivo    |
| S        | Regan Hood         | İlbank                | definitivo    |
| C        | Lynda Morales      | Beşiktaş              | fine prestito |

| Cessioni | Cessioni          | Cessioni              | Cessioni      |
| R.       | Nome              | a                     | Modalità      |
| -------- | ----------------- | --------------------- | ------------- |
| C        | Jennifer Quesada  | Changas de Naranjito  | fine prestito |
| P        | Vilmarie Mojica   | Valencianas de Juncos | definitivo    |
| L        | Bianca Rivera     | -                     | ritirata      |
| S        | Falyn Fonoimoana  | Atom Trefl Sopot      | definitivo    |
| S        | Savanah Leaf      | -                     | svincolata    |
| C        | Alexandra Oquendo | Leonas de Ponce       | definitivo    |

## Risultati

### LVSF

#### Regular season
| 1ª giornata - 15 gennaio 2015 Coliseo Salvador Dijols, Ponce              | Leonas de Ponce       | 3 - 2 | Criollas de Caguas    | 31-29, 18-25, 25-18, 23-25, 15-13 |
| 2ª giornata - 17 gennaio 2015 Coliseo Héctor Solá Bezares, Caguas         | Criollas de Caguas    | 3 - 1 | Gigantes de Carolina  | 22-25, 25-17, 27-25, 25-15        |
| 3ª giornata - 21 gennaio 2015 Coliseo Héctor Solá Bezares, Caguas         | Criollas de Caguas    | 3 - 0 | Indias de Mayagüez    | 25-23, 25-18, 25-15               |
| 4ª giornata - 24 gennaio 2015 Coliseo Cosme Beitia Sálamo, Cataño         | Lancheras de Cataño   | 1 - 3 | Criollas de Caguas    | 19-25, 25-19, 17-25, 17-25        |
| 5ª giornata - 30 gennaio 2015 Coliseo Héctor Solá Bezares, Caguas         | Criollas de Caguas    | 3 - 1 | Valencianas de Juncos | 25-23, 25-18, 16-25, 25-17        |
| 6ª giornata - 1 febbraio 2015 Coliseo Gelito Ortega, Naranjito            | Changas de Naranjito  | 1 - 3 | Criollas de Caguas    | 17-25, 25-19, 20-25, 19-25        |
| 7ª giornata - 5 febbraio 2015 Coliseo Héctor Solá Bezares, Caguas         | Criollas de Caguas    | 3 - 0 | Leonas de Ponce       | 25-17, 25-17, 25-19               |
| 8ª giornata - 8 febbraio 2015 Coliseo Guillermo Angulo, Carolina          | Gigantes de Carolina  | 1 - 3 | Criollas de Caguas    | 21-25, 18-25, 25-21, 21-25        |
| 9ª giornata - 11 febbraio 2015 Palacio de Recreación y Deportes, Mayagüez | Indias de Mayagüez    | 3 - 0 | Criollas de Caguas    | 25-19, 25-21, 25-12               |
| 10ª giornata - 14 febbraio 2015 Coliseo Héctor Solá Bezares, Caguas       | Criollas de Caguas    | 2 - 3 | Lancheras de Cataño   | 25-18, 21-25, 25-20, 19-25, 13-15 |
| 11ª giornata - 20 febbraio 2015 Coliseo Héctor Solá Bezares, Caguas       | Criollas de Caguas    | 3 - 1 | Valencianas de Juncos | 23-25, 25-21, 25-23, 25-21        |
| 12ª giornata - 22 febbraio 2015 Coliseo Gelito Ortega, Naranjito          | Changas de Naranjito  | 0 - 3 | Criollas de Caguas    | 17-25, 19-25, 22-25               |
| 13ª giornata - 26 febbraio 2015 Coliseo Salvador Dijols, Ponce            | Leonas de Ponce       | 1 - 3 | Criollas de Caguas    | 18-25, 25-19, 10-25, 21-25        |
| 14ª giornata - 28 febbraio 2015 Coliseo Héctor Solá Bezares, Caguas       | Criollas de Caguas    | 3 - 0 | Gigantes de Carolina  | 25-8, 25-20, 25-19                |
| 15ª giornata - 4 marzo 2015 Coliseo Cosme Beitia Sálamo, Cataño           | Lancheras de Cataño   | 0 - 3 | Criollas de Caguas    | 13-25, 8-25, 15-25                |
| 16ª giornata - 7 marzo 2015 Coliseo Héctor Solá Bezares, Caguas           | Criollas de Caguas    | 3 - 1 | Indias de Mayagüez    | 25-27, 25-20, 25-22, 26-24        |
| 17ª giornata - 13 marzo 2015 Coliseo Rafael Amalbert, Juncos              | Valencianas de Juncos | 3 - 1 | Criollas de Caguas    | 25-19, 25-21, 24-26, 25-18        |
| 18ª giornata - 15 marzo 2015 Coliseo Héctor Solá Bezares, Caguas          | Criollas de Caguas    | 3 - 1 | Changas de Naranjito  | 25-10, 25-13, 26-28, 25-18        |
| 19ª giornata - 19 marzo 2015 Coliseo Héctor Solá Bezares, Caguas          | Criollas de Caguas    | 1 - 3 | Leonas de Ponce       | 25-16, 21-25, 22-25, 18-25        |
| 20ª giornata - 21 marzo 2015 Coliseo Guillermo Angulo, Carolina           | Gigantes de Carolina  | 3 - 0 | Criollas de Caguas    | 25-23, 25-16, 25-19               |
| 21ª giornata - 25 marzo 2015 Palacio de Recreación y Deportes, Mayagüez   | Indias de Mayagüez    | 0 - 3 | Criollas de Caguas    | 18-25, 11-25, 18-25               |
| 22ª giornata - 28 marzo 2015 Coliseo Héctor Solá Bezares, Caguas          | Criollas de Caguas    | 3 - 0 | Lancheras de Cataño   | 25-15, 25-15, 25-23               |
| 23ª giornata - 2 aprile 2015 Coliseo Rafael Amalbert, Juncos              | Valencianas de Juncos | 3 - 1 | Criollas de Caguas    | 26-24, 25-20, 20-25, 25-16        |
| 24ª giornata - 5 aprile 2015 Coliseo Héctor Solá Bezares, Caguas          | Criollas de Caguas    | 3 - 0 | Changas de Naranjito  | 25-17, 25-15, 25-17               |

#### Play-off
| Quarti di finale (gara 1) - 8 aprile 2015 Coliseo Guillermo Angulo, Carolina   | Gigantes de Carolina  | 0 - 3 | Criollas de Caguas    | 16-25, 13-25, 22-25               |
| Quarti di finale (gara 3) - 11 aprile 2015 Coliseo Héctor Solá Bezares, Caguas | Criollas de Caguas    | 0 - 3 | Valencianas de Juncos | 21-25, 17-25, 27-29               |
| Quarti di finale (gara 4) - 12 aprile 2015 Coliseo Héctor Solá Bezares, Caguas | Criollas de Caguas    | 3 - 1 | Gigantes de Carolina  | 24-26, 27-25, 25-22, 25-18        |
| Quarti di finale (gara 6) - 15 aprile 2015 Coliseo Rafael Amalbert, Juncos     | Valencianas de Juncos | 2 - 3 | Criollas de Caguas    | 23-25, 25-20, 21-25, 25-18, 9-15  |
| Semifinali (gara 1) - 17 aprile 2015 Coliseo Héctor Solá Bezares, Caguas       | Criollas de Caguas    | 0 - 3 | Leonas de Ponce       | 21-25, 17-25, 21-25               |
| Semifinali (gara 2) - 19 aprile 2015 Coliseo Salvador Dijols, Ponce            | Leonas de Ponce       | 1 - 3 | Criollas de Caguas    | 25-27, 21-25, 25-18, 18-25        |
| Semifinali (gara 3) - 21 aprile 2015 Coliseo Héctor Solá Bezares, Caguas       | Criollas de Caguas    | 3 - 1 | Leonas de Ponce       | 22-25, 25-20, 25-18, 25-21        |
| Semifinali (gara 4) - 23 aprile 2015 Coliseo Salvador Dijols, Ponce            | Leonas de Ponce       | 3 - 2 | Criollas de Caguas    | 13-25, 26-24, 25-10, 17-25, 17-15 |
| Semifinali (gara 5) - 25 aprile 2015 Coliseo Héctor Solá Bezares, Caguas       | Criollas de Caguas    | 3 - 1 | Leonas de Ponce       | 20-25, 19-25, 25-17, 25-15        |
| Semifinali (gara 6) - 27 aprile 2015 Coliseo Salvador Dijols, Ponce            | Leonas de Ponce       | 3 - 2 | Criollas de Caguas    | 20-25, 26-24, 25-17, 17-25, 15-7  |
| Semifinali (gara 7) - 29 aprile 2015 Coliseo Héctor Solá Bezares, Caguas       | Criollas de Caguas    | 3 - 0 | Leonas de Ponce       | 25-17, 25-11, 25-20               |
| Finale (gara 1) - 1 maggio 2015 Coliseo Héctor Solá Bezares, Caguas            | Criollas de Caguas    | 3 - 2 | Indias de Mayagüez    | 19-25, 25-15, 25-22, 19-25, 15-12 |
| Finale (gara 2) - 4 maggio 2015 Palacio de Recreación y Deportes, Mayagüez     | Indias de Mayagüez    | 1 - 3 | Criollas de Caguas    | 12-25, 24-26, 25-23, 17-25        |
| Finale (gara 3) - 6 maggio 2015 Coliseo Héctor Solá Bezares, Caguas            | Criollas de Caguas    | 3 - 0 | Indias de Mayagüez    | 25-15, 25-23, 25-20               |
| Finale (gara 4) - 8 maggio 2015 Palacio de Recreación y Deportes, Mayagüez     | Indias de Mayagüez    | 3 - 2 | Criollas de Caguas    | 23-25, 25-21, 25-22, 19-25, 18-16 |
| Finale (gara 5) - 10 maggio 2015 Coliseo Héctor Solá Bezares, Caguas           | Criollas de Caguas    | 3 - 0 | Indias de Mayagüez    | 25-17, 25-16, 25-20               |

## Statistiche

### Statistiche di squadra
| Competizione | Punti | In casa | In casa | In casa | In trasferta | In trasferta | In trasferta | Totale | Totale | Totale |
| Competizione | Punti | G       | V       | P       | G            | V            | P            | G      | V      | P      |
| ------------ | ----- | ------- | ------- | ------- | ------------ | ------------ | ------------ | ------ | ------ | ------ |
| LVSF         | 53    | 21      | 17      | 4       | 19           | 11           | 8            | 40     | 28     | 12     |
| Totale       | -     | 21      | 17      | 4       | 19           | 11           | 8            | 40     | 28     | 12     |

G = partite giocate; V = partite vinte; P = partite perse